# 라탄 (오클라호마주)

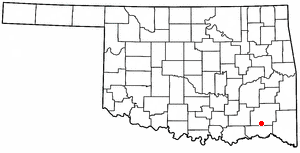

라탄(Rattan)은 미국 오클라호마주 푸시마타하군의 타운이다. 2010년 미국 인구 조사 기준으로 인구 수는 310명이다.

## 지리
라탄은 푸시마타하군 남부에 위치해 있다. 미국 인구조사국에 따르면 이 타운의 총 면적은 모두 육지로서 10 제곱킬로미터에 이른다.

## 인구
| 인구조사              | 인구 | Note | %±     |
| --------------------- | ---- | ---- | ------ |
| 1980년                | 332  |      | —      |
| 1990년                | 257  |      | −22.6% |
| 2000년                | 241  |      | −6.2%  |
| 2010년                | 310  |      | 28.6%  |
| 2020년                | 276  |      | −11.0% |
| U.S. Decennial Census |      |      |        |